# منتخب غوام لكرة قدم الصالات
منتخب غوام لكرة قدم الصالات (بالإنجليزية: Guam national futsal team) هو ممثل غوام الرسمي في المنافسات الدولية في كرة الصالات
.